# Родовик лікарський
Родови́к ліка́рський (Sanguisorba officinalis L.) — рослина роду родовик з родини розоцвітих — Rosaceae.

## Назва
Народні назви: красноголовка, крович, кров оголовка звичайна, стягнокров, суховолотиця, татарник, грудниця, чорноголовка.

## Будова
Родовик лікарський — багатолітня трав'яниста рослина, з довгими, горизонтальними, одревесняючими кореневищами, від яких відходять багаточисленні корінці. Стебло одне (або декілька), висотою 20-100 см, голе, прямостояче. Листя непарноперисте, зверху зелене, знизу сизо-зелені, в складному листку 7-17 листочків довгасто-яйцеподібної або еліптичної форми, на краю з 21-25 великими загостреними зубцями, прилистки зубчасті; прикореневі — утворюють розетку, з черешками; стеблові — сидячі, меншого розміру. Квітки зібрані в головки довжиною 15-30 мм на довгих квітконосах на верхівці розгалуження стебла; темно-червоного кольору, двостатеві, з чотирма тичинками і однією маточкою. Суцвіття яйцеподібно-овальне або овально-циліндричне. Плоди сухі. Цвіте в червні-липні. Плоди дозрівають в липні-серпні. 

## Поширення та середовище існування
Зростає у Євразії й Північній Америці.
Зустрічається майже по всій Україні, але в степовій зоні рідше. Росте по заплавних луках, лучних степах, узліссях, берегах річок. Часто утворює зарості у вигляді плям серед іншої рослинності на десятки гектарів.

## Практичне використання
Кореневище містить 12 — 13 % чинбарських речовин; крім того, має етерову олію, крохмаль, щавлевокислий кальцій, вітамін С.

### У харчуванні
Для юшок і салатів придатні молоді листя та паростки пагонів. Розтерті листя мають своєрідний огірковий запах. Молоді корневища у смаженому та вареному вигляді придатні для салатів, вінегретів, овочевих солянок. Збирають лише ті розеткові листки, що не огрубіли. Кореневища викопують після цвітіння, очищають від землі та шкірки, вимочують у холодній воді протягом 3-5 годин, щоб знешкодити в'язкий присмак. Воду міняють кілька разів.

### У медицині
Його використовують у медицині як в'яжучий і кровоспинний засіб при внутрішніх кровотечах. З рослини виготовляють також препарат санальбін, який є бактерицидним і вживається проти шлункових хвороб.
Завдяки високому вмісту дубильних речовин родовик застосовують як засіб для припинення шлункових, маткових та кишкових кровотеч, зміцнення ясен при пародонтозі. Ця рослина є хорошим протизапальним, в'яжучим та потогінним засобом. Застосовують при маткових кровотечах (при надмірних менструаціях, фіброміомі матки та ерозії шийки матки, кровотечі в післяабортному періоді), при легеневих кровотечах, геморої, лямбліозному холециститі, поносі. Родовик лікарський має сильні бактерицидні властивості та застосовується при запаленнях порожнини рота та горла, для змазування ясен при гінгівіті, стоматиті, в гінекології (трихомонадний кольпіт). Швидкий ефект дає зовнішнє застосування відвару кореня родовика при гострому гнійному кон'юнктивіті.

## Галерея

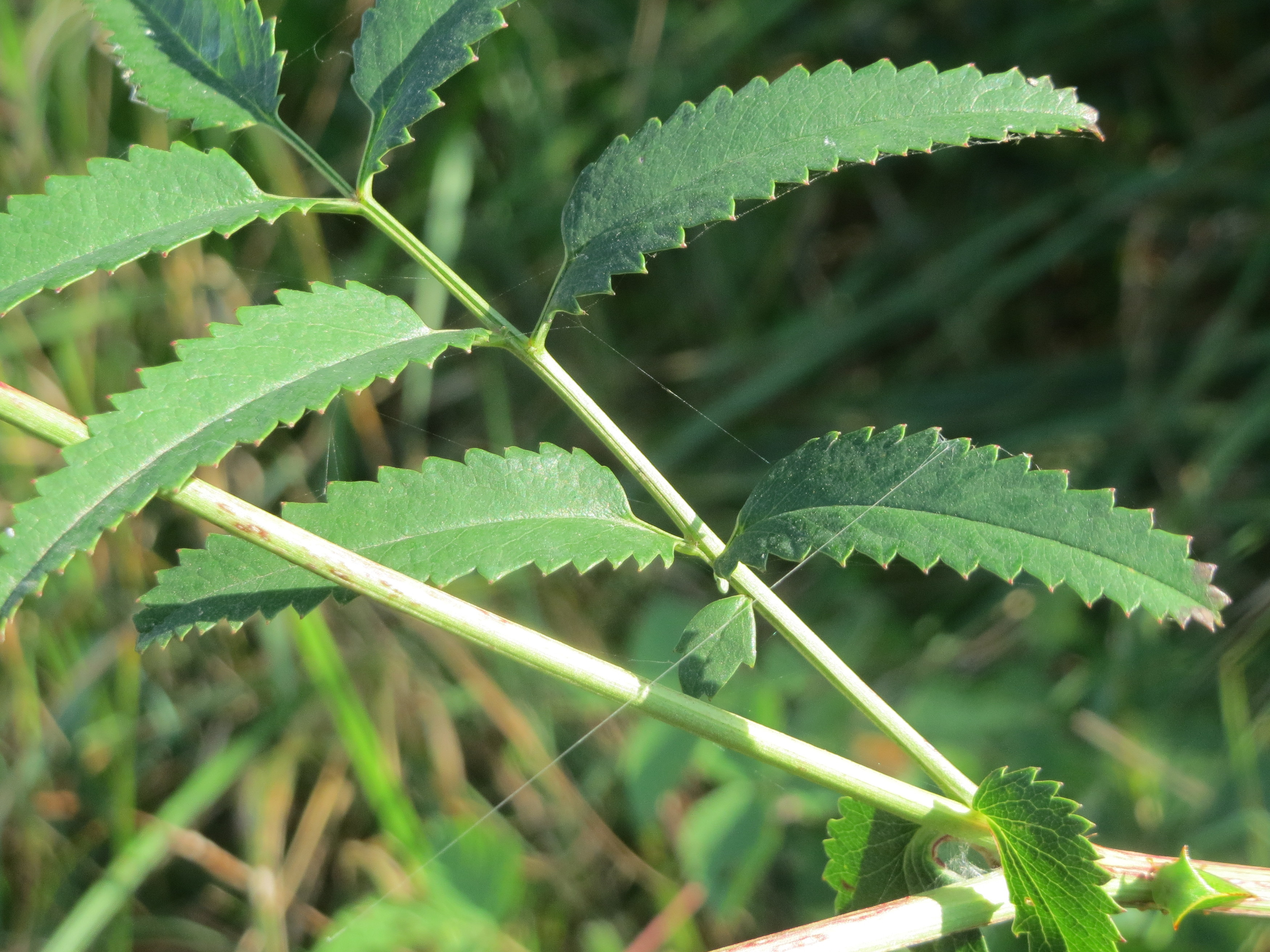
Листя
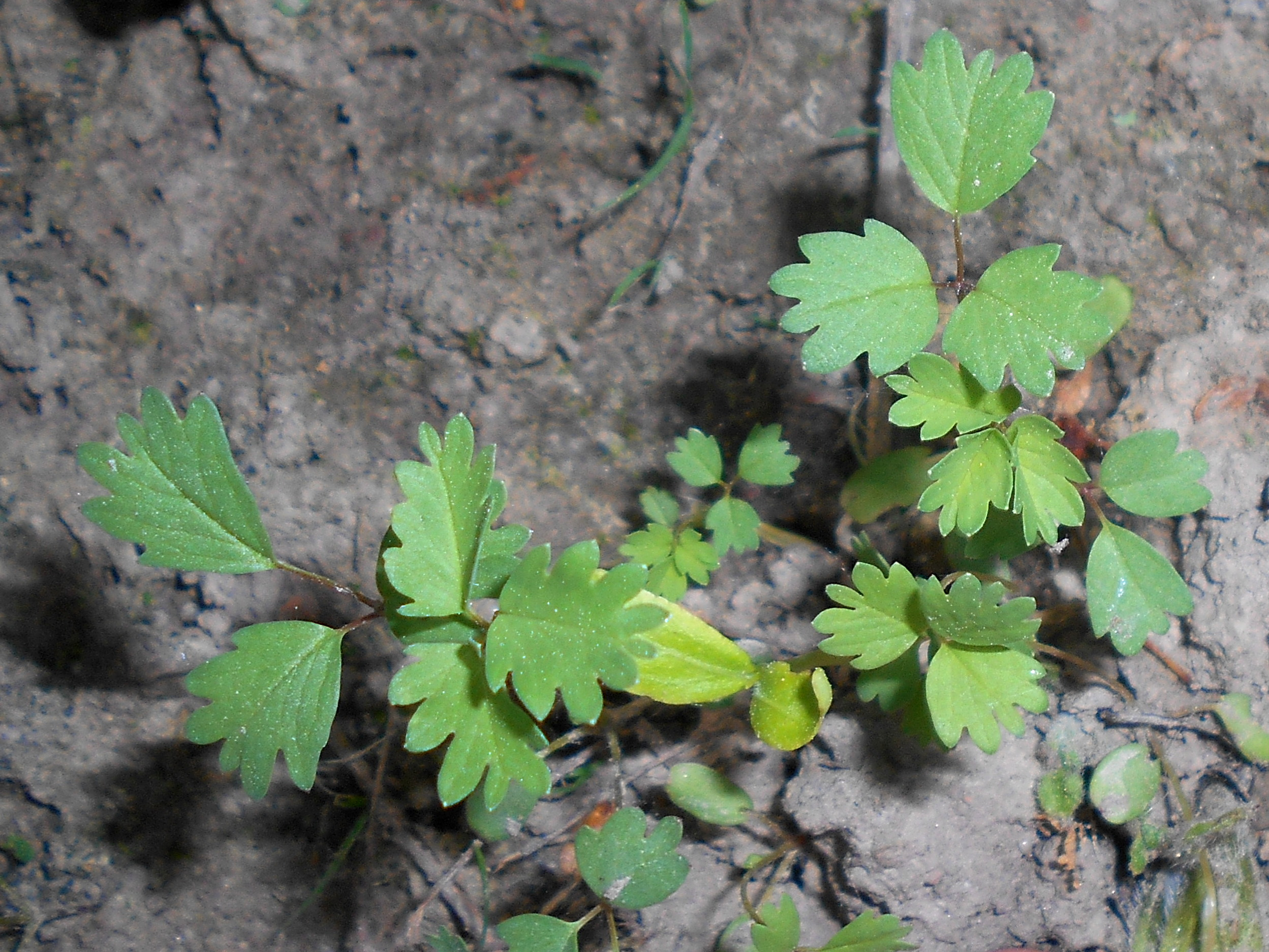
Сходи
- Відео
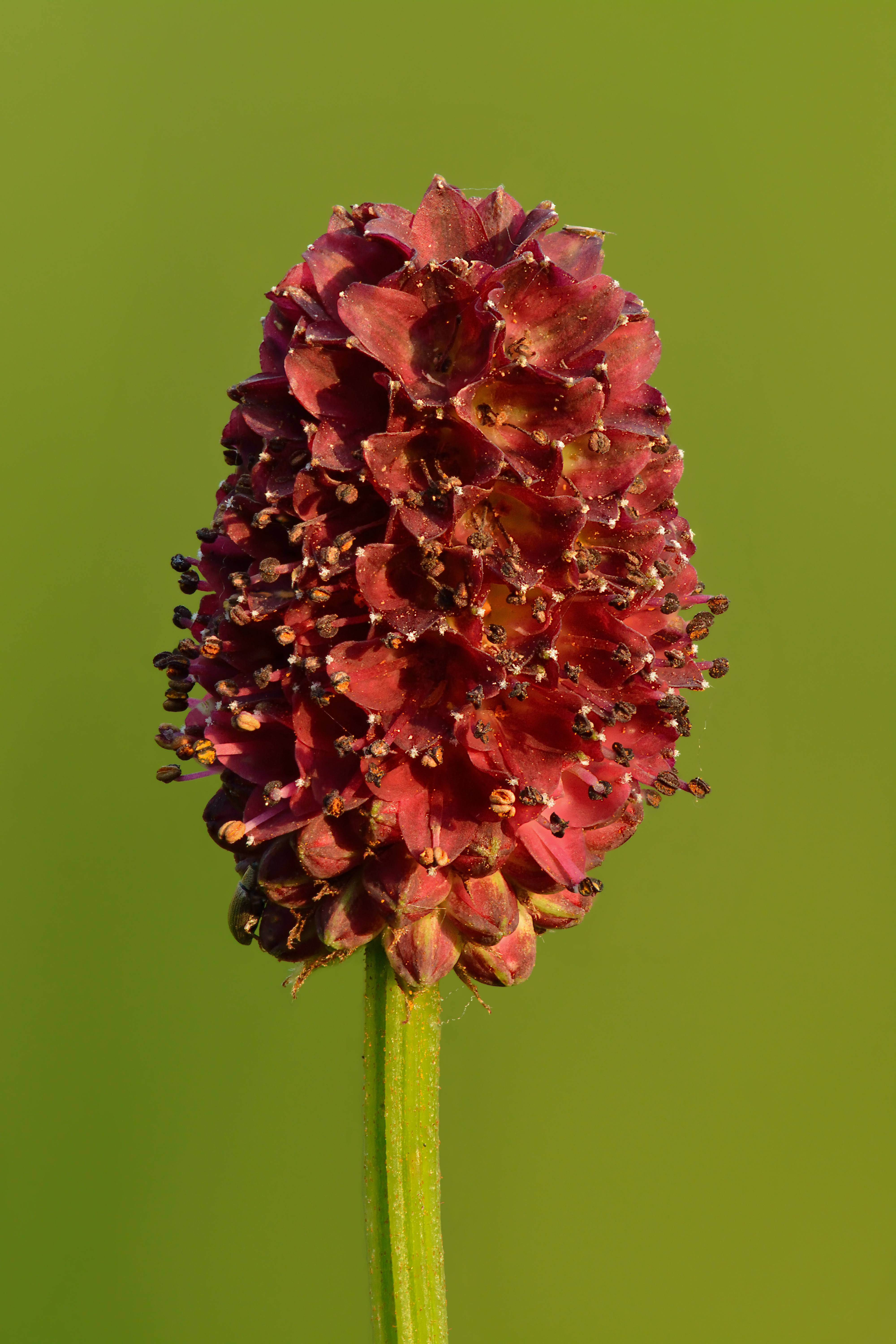
Суцвіття